# Benjamin Gourgue
Benjamin Gourgue (Namen, 9 maart 1986) is een voormalig Belgische wielrenner. Hij beëindigde zijn profcarrière in 2012.

## Biografie
In 2006 reed Gourgue voor de Belgische Continentale ploeg Pôle Continental Wallon Davitamon-Euro Millions. Hij behaalde dat jaar geen ereplaatsen. In 2007 werd hij zesde in Parijs-Tours voor beloften. Ook werd hij zesde in het jongerenklassement van Circuit des Ardennes. Vanaf 2008 reed hij voor de Procontinentale ploeg Crelan-AA Drink, toentertijd nog Landbouwkrediet-Tonissteiner geheten. Hij reed dat jaar onder andere Luik-Bastenaken-Luik en de Amstel Gold Race. Ook reed hij meerdere kleine koersen, waar hij nergens een ereplaats behaalde. Beide rondes reed hij het jaar daarop ook. Ook deed hij mee aan de Waalse Pijl en Gent-Wevelgem. In 2010 en 2011 reed hij nog meerdere grote eendagskoersen. Ook in 2010 reed hij Luik-Bastenaken-Luik en de Waalse Pijl en in 2011 de E3 Harelbeke. In 2012 ging hij terug naar de ploeg waar hij in 2006 was begonnen, nu T.Palm-Pôle Continental Wallon geheten.

## Resultaten in voornaamste wedstrijden
| Jaar | Gent-Wevelgem | Amstel Gold Race | Luik-Bast.‑Luik | Waalse Pijl |
| ---- | ------------- | ---------------- | --------------- | ----------- |
| 2008 |               | 143e             | opgave          | opgave      |
| 2009 | opgave        | opgave           | opgave          | 152e        |
| 2010 |               |                  | 130e            | 139e        |
| 2011 |               | opgave           |                 | opgave      |

## Ploegen
- 2006 –  Pôle Continental Wallon Davitamon-Euro Millions
- 2008 –  Landbouwkrediet-Tonissteiner
- 2009 –  Landbouwkrediet-Colnago
- 2010 –  Landbouwkrediet
- 2011 –  Landbouwkrediet
- 2012 –  T.Palm-Pôle Continental Wallon